# 進脩館
進脩館（しんしゅうかん）は中津藩が江戸時代に設立した藩校。

## 創設
学校所在地は下毛郡中津片端町（中津市）。1796年（寛政8年）、藩主奥平昌高（まさたか）が学校を設立。進脩館と称し、教授に、倉成龍渚（りゅうしょ）・野本雪巌（せつがん）を任じた。職員には総裁役の家老用人各1名をはじめ30数名が携わっている。1812年（文化9年）、校舎を増築、1827年（文政10年）には寄宿舎を設置、1843年（天保14年）にはこれを増築して晩香（ばんこう）舎と名付けた。上士の子弟は必ず入学することとし、その他の子弟は志願する者に許可した。のち、町人の子弟も入学させている。入学年齢は7、8歳。生徒数は200ないし300名。束脩謝儀（そくしゅうしゃぎ）（入学金・謝礼）は入学のとき、藩札を若干納めさせた。学科には国学、漢学、洋学、漢洋医学、筆道、算術、兵学、弓術、馬術、剣術、槍術、砲術、抜合、遊泳、柔術の15科で、文武兼修とした。

## 小幡・福澤へ
家禄二百石取りの上士小幡家の小幡篤次郎は、16歳で進脩館に入った。その後、福澤諭吉に見いだされ慶應義塾へ入塾。下士の出である福澤諭吉は二度目の洋行後、自分の片腕となる人物が欲しいと考え、中津へ赴いた。そこで小幡兄弟を見いだす。小幡篤次郎は福澤を補佐し、慶應義塾の運営および教育にあたった。藩主・奥平昌邁も福澤諭吉に共鳴し、「中津市学校」を開設、小幡を校長に据え、慶應義塾へ入塾した。その後、閉鎖までにほぼ全ての中津藩士が慶應義塾に移籍している。進脩館と慶應義塾は資本関係などで直接のつながりがあるわけではないが、慶應義塾初期の体制を構築する一部であることは間違いないため、慶應義塾の源流の一つと見做すケースもある。

## 門下生
- 渡邊重名 - 国学者、本居宣長門下十哲の一人
- 渡辺重石丸 - 国学者
- 奥平昌高 - 蘭学者
- 小幡篤次郎 - 慶應義塾長
- 浜野定四郎 - 慶應義塾長
- 中上川彦次郎 - 時事新報主筆、山陽鉄道創設、三井銀行理事
- 朝吹英二 - 国学者、白石照山塾
- 和田豊治 - 貴族院議員、村上田長書生、甲斐商店勤務、富士紡績社長
- 小幡英之助 - 日本最初の歯科医
- 白石照山 - 儒学者
- 磯村豊太郎 - 北海道炭礦汽船社長
- 増田宗太郎 - 国学者
- 横田国臣 - 男爵、大審院長
- 伊東茂右衛門 - 時事新報主筆
- 須田辰次郎 - 福岡師範学校長、佐賀師範学校長、神奈川師範学校長、岩手師範学校長
- 三輪光五郎 - 恵比寿ビール支配人
- 津田興二 - 玉川電気鉄道社長